# Пондерай (Айдахо)
Пондерай (англ. Ponderay) — місто в окрузі Боннер, штат Айдахо, США. Згідно з переписом 2010 року населення становило 1 137 осіб, що на 499 осіб більше, ніж 2000 року. Девіз міста: "Маленьке місто з великим майбутнім". Станом на 2012 рік Пондерай мав найвищий рівень злочинності серед усіх населених пунктів Айдахо.

## Географія
Пондерай розташований за координатами 48°18′42″ пн. ш. 116°32′23″ зх. д. / 48.31167° пн. ш. 116.53972° зх. д. (48.311788, -116.539717).  За даними Бюро перепису населення США в 2010 році місто мало площу 7,83 км², з яких 7,52 км² — суходіл та 0,31 км² — водойми. В 2017 році площа становила 8,80 км², з яких 7,52 км² — суходіл та 1,28 км² — водойми.

## Демографія

### Перепис 2010 року
Згідно з переписом 2010 року, у місті проживало 1 137 осіб у 521 домогосподарствах у складі 277 родин. Густота населення становила 151,4 особи/км². Було 622 помешкання, середня густота яких становила 82,8/км². Расовий склад міста: 94,5% білих, 0,3% афроамериканців, 0,7% індіанців, 0,1% азіатів, 0,9% інших рас, а також 3,5% людей, які зараховують себе до двох або більше рас. Іспанці та латиноамериканці незалежно від раси становили 4,2% населення.
Із 521 домогосподарства 29,0% мали дітей віком до 18 років, які жили з батьками; 34,7% були подружжями, які жили разом; 12,7% мали господиню без чоловіка; 5,8% мали господаря без дружини і 46,8% не були родинами. 38,2% домогосподарств складалися з однієї особи, у тому числі 10,3% віком 65 і більше років. У середньому на домогосподарство припадало 2,17 мешканця, а середній розмір родини становив 2,86 особи.
Середній вік жителів міста становив 34 роки. Із них 23,5% були віком до 18 років; 11,7% — від 18 до 24; 26,3% від 25 до 44; 27% від 45 до 64 і 11,5% — 65 років або старші. Статевий склад населення: 46,9% — чоловіки і 53,1% — жінки.
Середній дохід на одне домашнє господарство  становив 36 418 доларів США (медіана — 25 539), а середній дохід на одну сім'ю — 44 950 доларів (медіана — 27 045). Медіана доходів становила 32 895 доларів для чоловіків та 26 912 долари для жінок. За межею бідності перебувало 21,9 % осіб, у тому числі 35,4 % дітей у віці до 18 років та 4,2 % осіб у віці 65 років та старших.
Цивільне працевлаштоване населення становило 410 осіб. Основні галузі зайнятості: роздрібна торгівля — 37,3 %, освіта, охорона здоров'я та соціальна допомога — 14,1 %, мистецтво, розваги та відпочинок — 13,7 %.

### Перепис 2000 року
Згідно з переписом 2000 року, у місті проживало 638 осіб у 264 домогосподарствах у складі 168 родин. Густота населення становила 91,9 особи/км². Було 296 помешкань, середня густота яких становила 42,6/км². Расовий склад міста: 97,02% білих, 0,47% афроамериканців, 0,63% індіанців, 1,10% азіатів, 0,31% інших рас і 0,47% людей, які зараховують себе до двох або більше рас. Іспанці та латиноамериканці незалежно від раси становили 0,31% населення.
Із 264 домогосподарств 29,2% мали дітей віком до 18 років, які жили з батьками; 50,0% були подружжями, які жили разом; 6,8% мали господиню без чоловіка, і 36,0% не були родинами. 26,1% домогосподарств складалися з однієї особи, у тому числі 8,0% віком 65 і більше років. У середньому на домогосподарство припадало 2,38 мешканця, а середній розмір родини становив 2,88 особи.
Віковий склад населення: 25,7% віком до 18 років, 8,3% від 18 до 24, 27,4% від 25 до 44, 27,0% від 45 до 64 і 11,6% років і старші. Середній вік жителів — 37 років. Статевий склад населення: 54,1 % — чоловіки і 45,9 % — жінки. 
Середній дохід домогосподарств у місті становив US$27 853, родин — $30 227. Середній дохід чоловіків становив $26 875 проти $15 917 у жінок. Дохід на душу населення в місті був $13 432. Приблизно 13,2% родин і 15,7% населення перебували за межею бідності, включаючи 20,9% віком до 18 років і жодного від 65 і старших.